# Mathematische Zeitschrift
La revue scientifique Mathematische Zeitschrift est une revue de mathématiques pures et appliquées. Elle est publiée par l'éditeur Springer-Verlag.

## Histoire
Le journal fut fondé en 1918 par Leon Lichtenstein, avec Konrad Knopp, Erhard Schmidt et Issai Schur. Le comité de rédaction était composé alors des célèbres mathématiciens Leopold Fejér, Wilhelm Blaschke, Gustav Herglotz, Adolf Kneser, Oskar Perron, Edmund Landau, Friedrich Schur, Hermann Weyl, Eduard Study. C'est le Springer-Verlag qui avait pris l'initiative de contacter Lichtenstein en 1914 en vue de prendre pied dans le domaine de la publication mathématique qui alors était dominé par les éditions Teubner. Le journal Mathematische Zeitschrift était conçu comme concurrent des Mathematische Annalen de Teubner, qui alors était le journal principal en langue allemande. En 1919, lorsque l'intérêt de Teubner pour les éditions mathématiques peu rentables baissait, les Mathematische Annalen ont été acquises par Springer.
Parmi les éditeurs scientifiques ultérieurs, il y a notamment Erich Kamke, Erich Hecke, Rolf Nevanlinna, et Helmut Wielandt.

## Position actuelle
Le facteur d'impact du journal est de 0,689 en 2014. Dans la statistique du Web of Science, le journal occupe en 2012 la 53e place parmi les 295 journaux de la catégorie mathématiques considérés.